# Зорянський ентомологічний заказник
Зо́рянський зака́зник — ентомологічний заказник місцевого значення в Україні. Об'єкт природно-заповідного фонду Харківської області. 
Розташований біля села Зоряне Берестинського району. 
Загальна площа — 2 га. Заказник утворений рішенням № 562 Харківського обласного виконкому від 3 грудня 1984 року. Відповідальний за охорону — СТОВ «Злагода».

## Опис
Заказник розташований на західній стороні села Зоряне, на схилі балки південної експозиції, де зберігся фрагмент степового ентомологічного комплексу. Ширина балки — 280 м, глибина — 10 м.
До ентомологічної фауни заказника належать рідкісні види комах, що занесені до Червоної книги України: дибка степова (Saga pedo), вусач земляний хрестоносець (Dorcadion equestre), мелітурга булавовуса (Melitturga clavicornis), види джмелів: пахучий (Bombus fragrans), вірменський (Bombus armeniacus), глинистий (Bombus argillaceus).
Види комах заказника, які були в Червоній книзі України та вилучені з неї в 2009 році, бо їх популяції були відновлені до безпечного рівня: сколія степова (Scolia hirta), рофітоїдес сірий (Rhophitoides canus).
Серед комах заказника важливе місце займають запилювачі кормових та інших сільськогосподарських культур: евцери, рофіти, номії, мелітта заяча, андреніди.
Флора — різнотравно-ковиловий степ. Ґрунти — чорноземи.

## Заповідний режим
Мета створення заказника:
- збереження та відновлення комах-запилювачів, які є представниками степу, представленого злаковими та бобовими травами;
- підтримка загального екологічного балансу та забезпечення фонового моніторингу навколишнього природного середовища;
- проведення науково-дослідної та навчально-виховної роботи.

На території забороняється:
- проведення будь-якої господарської діяльності, яка може завдати шкоди заповідному об'єкту та порушити екологічну рівновагу;
- самочинна зміна меж, зміна охоронного режиму, забруднення території;
- відлов та знищення птахів, тварин, порушення умов їх існування;
- будівництво, розорювання земель, меліоративні роботи;
- заготівля лікарських рослин та технічної сировини;
- збір рідкісних та занесених до Червоної книги України видів рослин, їх квітів і плодів;
- використання хімічних речовин для боротьби зі шкідниками та хворобами рослин;
- зберігання на території заказника (та в двокілометровій зоні навкруги) всіх видів пестицидів та агрохімікатів;
- організація місць відпочинку, розведення вогнищ;
- відвідування території заказника в період розмноження тварин і вигодівлі молоді (з травня до липня);
- прохід та проїзд автотранспорту через територію заказника поза межами доріг, стежок.

Об'єкт збереження — корисні комахи-запилювачі люцерни та інших сільськогосподарських рослин.
Інші об'єкти збереження — рослинні види: м'ятлик вузьколистий, подорожник ланцетолистий, кульбаба звичайна, деревій звичайний, молочай.